# Manota explicans
Manota explicans är en tvåvingeart som beskrevs av Heikki Hippa 2007. Manota explicans ingår i släktet Manota och familjen svampmyggor. Inga underarter finns listade i Catalogue of Life.